# Guangzhou International Sports Arena
Guangzhou International Sports Arena (chineză: 广州 国际 体育 演艺 中心) este o arenă acoperită situată în Guangzhou, China, finalizată în septembrie 2010. Este folosită în principal pentru baschet și are o capacitate de 18.000 de spectatori. Pe 16 octombrie 2010, a găzduit un meci NBA din pre-sezon între New Jersey Nets și Houston Rockets. Jocul s-a disputat cu casa închisă și Houston Rockets a învins New Jersey Nets 95-86.

## Istoric
Proiectat de MANICA Architecture în parteneriat cu Institutul de Design Guangzhou, Arena Guangzhou nu numai că a găzduit evenimentele ale Jocurilor Asiei din 2010, ci a găzduit și o mare varietate de evenimente de clasă mondială, cum ar fi meciuri de baschet, evenimente internaționale de hochei și concerte muzicale importante. Designul clădirii respectă în mod special standardele riguroase ale NBA, o caracteristică ce îi va permite să devină locul unde se vor juca unele meciuri din această ligă.
La 23 septembrie 2011, formația irlandeză Westlife a organizat un concert parte din Gravity Tour.
La 18 aprilie 2015, cântăreața americană Katy Perry și-a prezentat în această primul spectacol din etapa asiatică a turneului World Prismatic. Acesta a fost și primul ei show din China.
La 30 august 2017, Ariana Grande a cântat pentru prima dată în această arenă ca parte a turneului Dangerous Woman.